# Hyloxalus faciopunctulatus
Hyloxalus faciopunctulatus är en groddjursart som först beskrevs av Juan A. Rivero 1991.  Hyloxalus faciopunctulatus ingår i släktet Hyloxalus och familjen pilgiftsgrodor. IUCN kategoriserar arten globalt som otillräckligt studerad. Inga underarter finns listade i Catalogue of Life.